# Municipio de Pleasant (condado de Logan)
El municipio de Pleasant (en inglés: Pleasant Township) es un municipio ubicado en el condado de Logan en el estado estadounidense de Ohio. En el año 2010 tenía una población de 1147 habitantes y una densidad poblacional de 18,28 personas por km².

## Geografía
El municipio de Pleasant se encuentra ubicado en las coordenadas 40°20′28″N 83°56′18″O / 40.34111, -83.93833. Según la Oficina del Censo de los Estados Unidos, el municipio tiene una superficie total de 62.73 km², de la cual 62.73 km² corresponden a tierra firme y (0%) 0 km² es agua.

## Demografía
Según el censo de 2010, había 1147 personas residiendo en el municipio de Pleasant. La densidad de población era de 18,28 hab./km². De los 1147 habitantes, el municipio de Pleasant estaba compuesto por el 96.69% blancos, el 0.96% eran afroamericanos, el 0.26% eran amerindios, el 0.09% eran asiáticos, el 0.17% eran isleños del Pacífico, el 0.52% eran de otras razas y el 1.31% pertenecían a dos o más razas. Del total de la población el 0.52% eran hispanos o latinos de cualquier raza.